# Lea (biblická postava)
Lea (v bibli kralické Lía, v B21 Léa, hebrejsky לֵאָה, jméno se obvykle vykládá z akkadštiny ve smyslu „divoká kráva“) je biblická postava, dcera Lábana, starší sestra Ráchel a spolu s ní manželka patriarchy Jákoba, matka šesti synů a dcery Díny. Z šesti Leiných a ostatních šesti Jákobových synů pochází dvanáct kmenů Izraele.

## Život
Podle knihy Genesis měla Lea „mírné“ či „vlídné“ oči (podle ČEP, tento hebrejský výraz však není zcela jednoznačný; podle jiných překladů, vycházejících ze Septuaginty, „mdlé“ nebo „slabé“, tak interpretuje pasáž i Talmud), Jákob se nicméně zamiloval do její sestry Ráchel, která byla „krásné postavy, krásného vzezření“. Dohodl se s jejím otcem Lábanem, že mu bude sloužit sedm let a poté se ožení s Ráchel, po sedmi letech však Lában s odvoláním na místní zvyk odmítl provdat jako první svou druhorozenou dceru a dal mu místo ní prvorozenou Leu. Jákob se mu podvolil, oženil se s oběma, ale Leu nemiloval. Za Ráchel sloužil dalších sedm let.
Ráchel a Lea soupeřily o Jákobovu lásku. Ráchel dlouho zůstala neplodná, zatímco Lea porodila svému muži čtyři syny: Rúbena, Šimeóna, Léviho a Judu a doufala, že ji za to bude Jákob milovat více, poté však zůstávala také neplodná. Bezdětná Ráchel na svou sestru žárlila a dala proto Jákobovi svou služku Bilhu, která jí porodila dva syny. Tohoto příkladu následovala Lea a dala Jákobovi svou služku Zilpu a ta jí porodila syny Gáda a Ašera. Jednoho dne Lea dostala od svého nejstaršího syna mandragoru (v ekumenickém překladu „jablíčka lásky“), kterou s Ráchel vyměnila za noc s Jákobem, po které se jí narodil syn Isachar. Poté ještě porodila šestého syna Zabulóna a dceru jménem Dína. Nakonce se Bůh rozpomenul i na její sestru Ráchel a ta Jákobovi porodila dva nejmladší syny.
Z textu Genesis vyplývá, že Lea zemřela nějakou dobu před Jákobem, Jákob zde totiž přikazuje, aby byl pohřben do stejného hrobu, do jakého pohřbil ji – podle všeobecné tradice abrahámovských náboženství je tímto místem Jeskyně patriarchů v Hebronu. Ráchelin hrob se však podle tradice nachází na jiném místě poblíž Betléma.

## Symbolický výklad
Ve středověké křesťanské mystice byly Jákobovy dvě ženy pokládány za alegorii dvou forem křesťanského života – krásná, ale neplodná Ráchel je symbolem života kontemplativního, duchovního, méně přitažlivá, ale prvorozená a plodná Lea je pak symbolem života činného, světského.
Podle Rašiho komentáře byla Lea předurčena k tomu stát se manželkou Jákobova bratra Ezaua, ztratila ho ale, když tento prodal Jákobovi své prvorozenství. Lea oplakávala svůj osud a právě pro její neustálý pláč jsou její oči „mdlé“.